# Callostylis rigida
Callostylis rigida är en orkidéart som beskrevs av Carl Ludwig von Blume. Callostylis rigida ingår i släktet Callostylis och familjen orkidéer. Inga underarter finns listade i Catalogue of Life.